# William Leszynsky

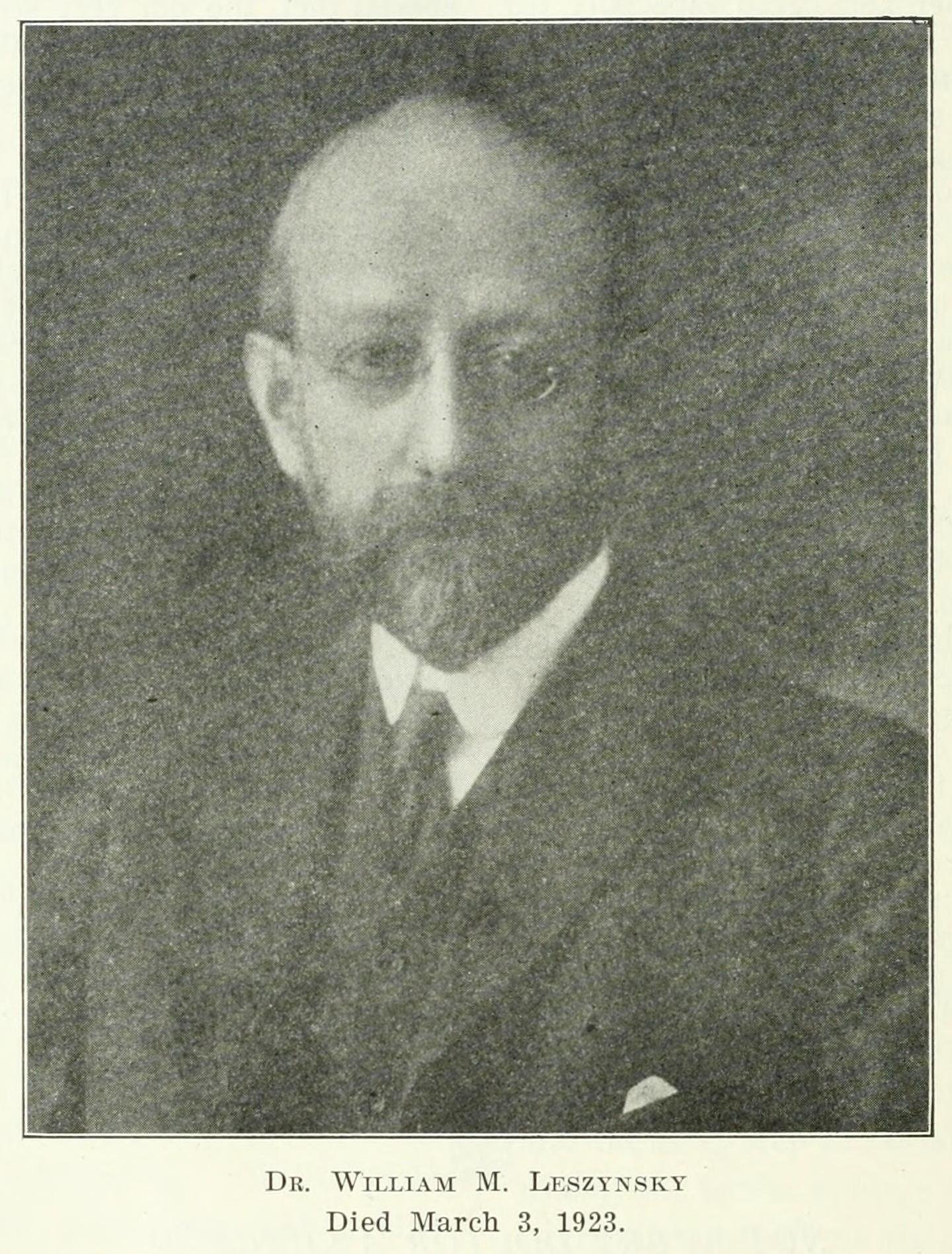
William M. Leszynsky

William M. Leszynsky (ur. 16 czerwca 1859 w Newport, zm. 3 marca 1923 w Nowym Jorku) – amerykański lekarz i neurolog.
Tytuł M.D. otrzymał w University Medical College w 1878. Praktykował w Nowym Jorku jako attending neurologist w Lebanon Hospital i consulting neurologist w Harlem Hospital oraz Manhattan Eye and Ear Hospital. Wykładał choroby nerwowe i umysłowe w  Postgraduate College and Hospital. Należał do New York Neurological Society, New York County Medical Society i New York Academy of Medicine. Był wrogiem i krytykiem psychoanalizy.
Miał brata Alberta i siostry Hannah i Ray. Ożenił się z Adele Calm 13 grudnia 1894. Zmarł na zapalenie płuc 3 marca 1923.

## Wybrane prace
- Bilateral neuritis of the brachial plexus following acute croupous pneumonia (1896)
- A CASE OF GUNSHOT WOUND OF THE BRAIN WITHOUT FOCAL SYMPTOMS (1909)
- A CASE OF PROBABLE ENCEPHALOMYELITIS (1908)
- TUMOR OF THE SPINAL CORD (1913)
- REPORT OF A CASE OF INTRACRANIAL TUMOR RESULTING FROM TRAUMATISM. J Am Med Assoc. 1907;XLIX(16):1361-1362.
- On the use of electricity in the treatment of diseases of the peripheral nerves. [w:] Bigelow, H.R., ed. An international system of electro- therapeutics. Philadelphia, 1894
- Coffee as a Beverage, and Its Frequent Deleterious Elffects upon the Nervous System : Acute and Chronic Coffee Poisoning (1901)